# Uriel Freudenberger

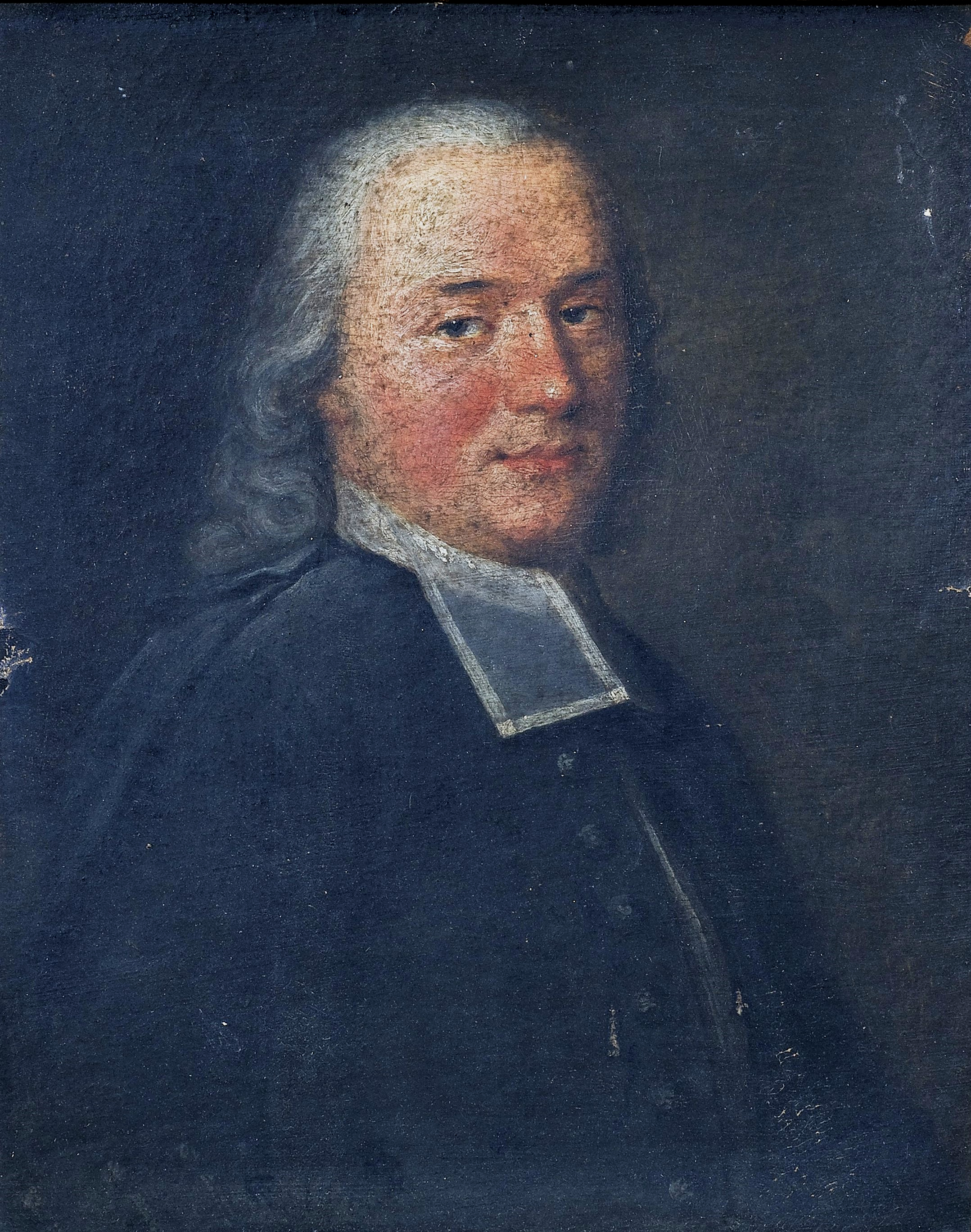
Simeon Uriel Freudenberger, anonymes Porträt (um 1745)

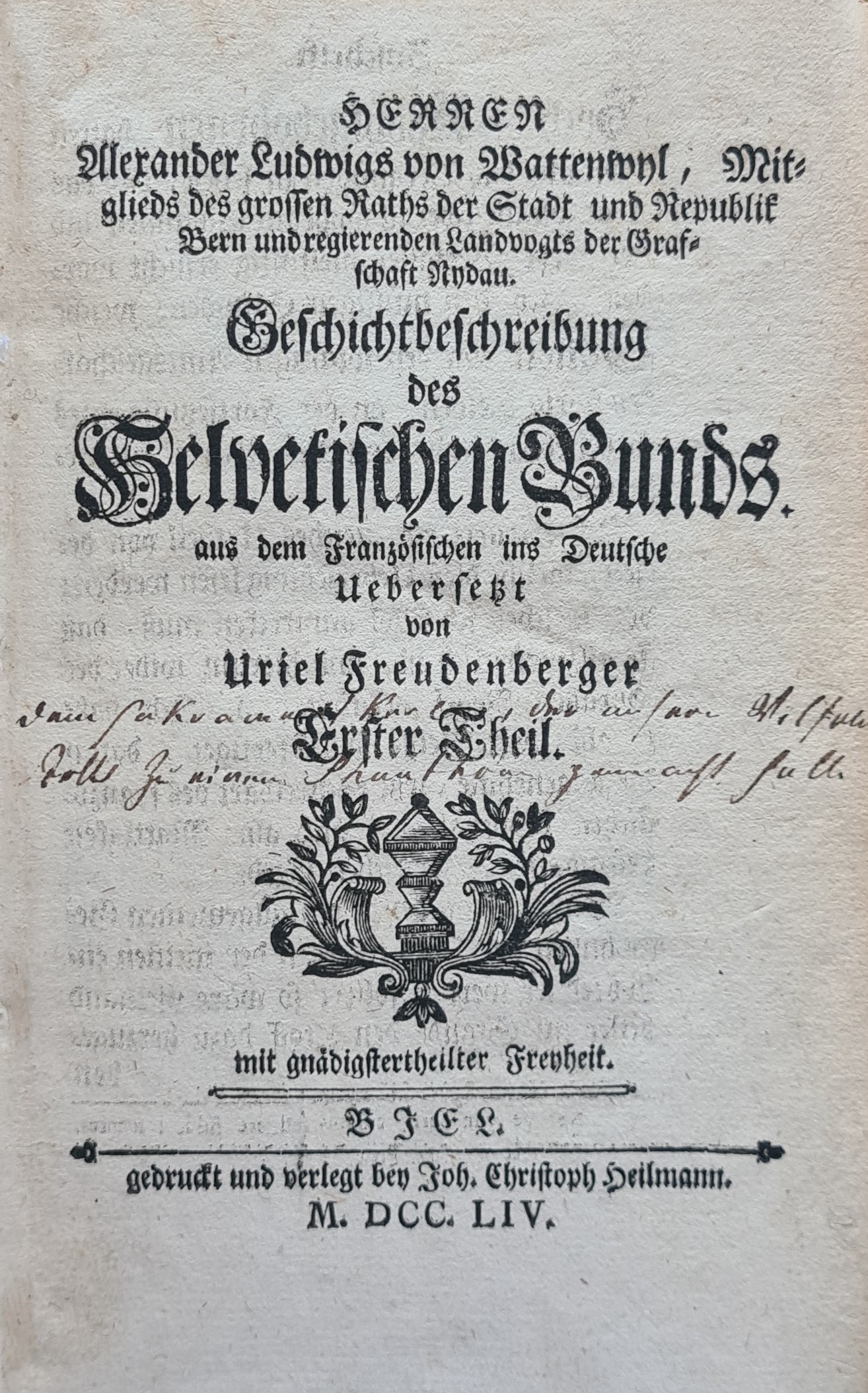
Geschichtschreibung des Helvetischen Bunds, von Alexander Ludwig von Wattenwyl, übersetzt durch Uriel Freudenberger (1754), mit dem anonymen handschriftlichen Hinweis [Uriel Freuenberger], dem sakramenten Kerl, der unsern Wilhelm Tell zu einem Phantom gemacht hatt

Simeon Uriel Freudenberger (getauft am 3. September 1705 in Bern; † 21. März 1768 in Ligerz) war ein Berner Theologe und Schriftsteller.

## Leben
Simeon Uriel Freudenberger kam als Sohn des Schuhmachermeisters und Forsthüters Uriel Freudenberger und der Katharina Güder zur Welt. Sein Onkel Johannes Freudenberger war der Grossvater des Malers Sigmund Freudenberger. Über seine Jugend und Ausbildung ist nichts bekannt. 1738 wurde er Prediger am Berner Inselspital. 1747 wurde er Pfarrer in Frutigen und heiratete dort 1748 Maria Zahler. 1752 wechselte Freudenberger als Pfarrer nach Ligerz am Bielersee.
Freudenberger war Mitglied der 1739 gegründeten Deutschen Gesellschaft in Bern, deren Bibliothek er zeitweise im Inselspital beherbergte. 1758 veröffentlichte er die anonyme Schrift Beschreibung des im Bistum Basel gelegenen Münsterthales, nachdem er zum Inspektor der Pfarreien in der Prévôté de Moutier-Grandval ernannt worden war. 1760 erschien ebenfalls anonym und ohne Druckort die Schrift Der Wilhelm Tell. Ein Dänisches Mährgen. Damit erschien erstmals eine Schrift im Druck, welche die Tellgeschichte als Sage charakterisierte. Freudenberger entlarvte die Tellgeschichte als Rezeption des Schützen Toko aus den Gesta Danorum des dänischen Geschichtsschreibers Saxo Grammaticus. Zwar anonym, doch im vollen Bewusstsein, sich dem Zorn meiner Landsleuten auszusetzen, äussert sich Freudenberger zur Überlieferung der Tellgeschichte dezidiert: […] dass man nicht angestanden selbige aus den elenden Schmieralien zusammengestopfter Zeit-Geschichten oder fabelhafter Reimen-Schmieden nachzuschreiben. Unter dem Titel Guillaume Tell. Fable danoise gab Gottlieb Emanuel von Haller ebenfalls 1760 eine französische Bearbeitung heraus. Beat Fidel Zurlauben und Joseph Anton Felix von Balthasar reagierten mit Antwortschriften auf die beiden Veröffentlichungen. Die Regierung in Uri veranlasste die Verbrennung einer französischen Ausgabe der Schrift durch den Scharfrichter auf dem Jahrmarkt in Altdorf (UR). Darüber hinaus verlangte Uri von Bern und Luzern, dass die Schriften nicht weiter verbreitet werden dürfen. Während Freudenberger als Verfasser bis zu seinem Ableben unentdeckt blieb, zog es Haller vor, das Ganze als Scherz darzustellen und 1772 in einer Rede vor dem Äusseren Stand Freudenberger als Urheber zu benennen.
Teile seiner Bibliothek vermachte Freudenberger der Stadtbibliothek Zofingen.

## Schriften
- Alexander Ludwig von Wattenwyl: Geschichtbeschreibung des Helvetischen Bunds. aus dem Französischen ins Deutsche uebersetzt von Uriel Freudenberger. Band 1. Biel 1754 (eingeschränkte Vorschau in der Google-Buchsuche).
- Beschreibung des im Bistum Basel gelegenen Münsterthales. 1758 (eingeschränkte Vorschau in der Google-Buchsuche).
- Der Wilhelm Tell. Ein Dänisches Mährgen. 1760 (eingeschränkte Vorschau in der Google-Buchsuche).
- Guillaume Tell. Fable danoise. 1760 (eingeschränkte Vorschau in der Google-Buchsuche).
- Gutachten über die Bevölkerung des Kirchspiels Ligerz, zur Beantwortung der aufgestellten Fragen aufgesetzt von dem diesmaligen Pfarrer daselbst. 1764. In: Blätter für bernische Geschichte, Kunst und Altertumskunde. Band 16, 1920, S. 299–308, doi:10.5169/seals-184149.